# Josef Reßle

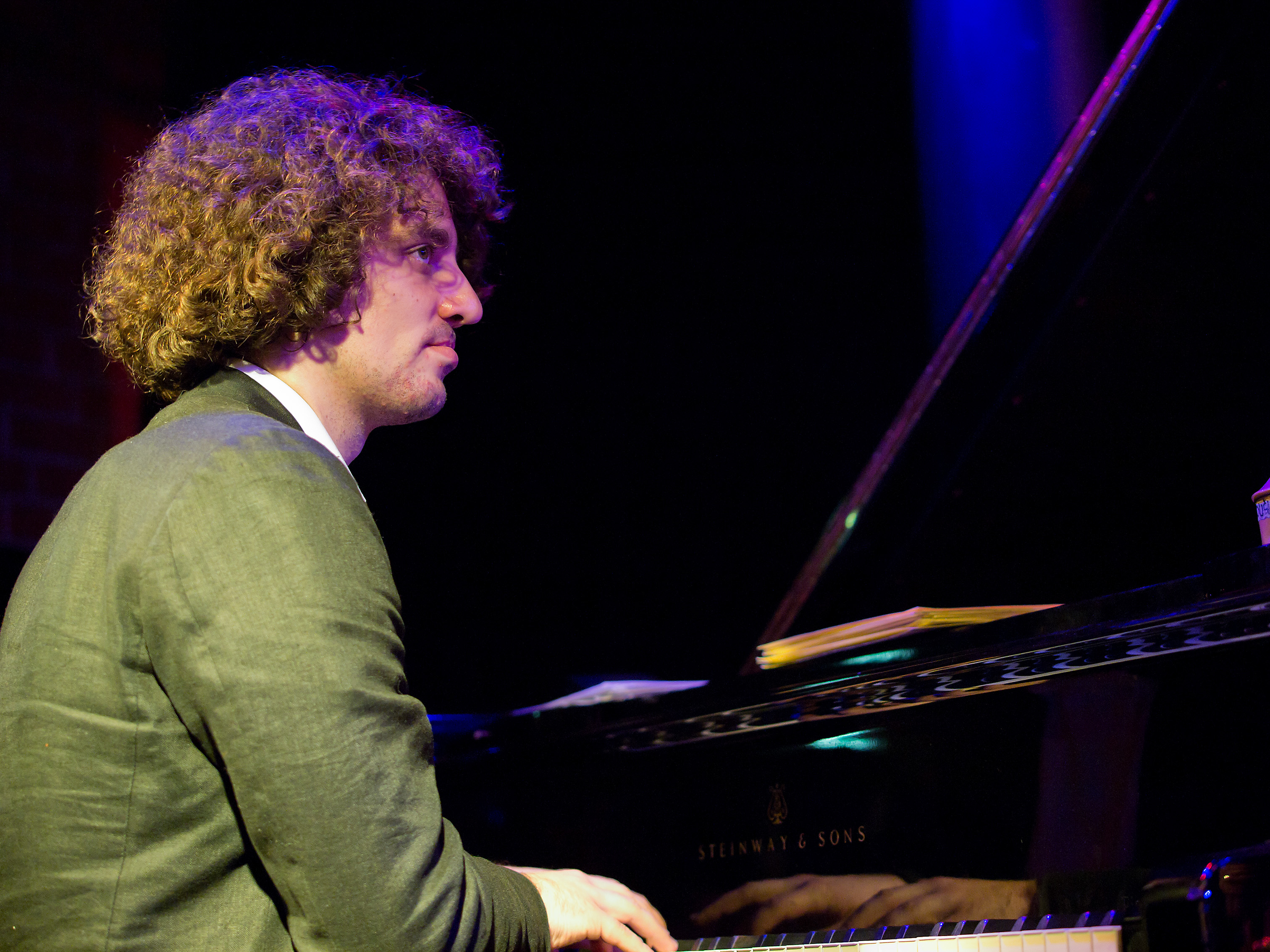
Josef Reßle

Josef Reßle (* 1986 in Schongau) ist ein deutscher Jazzmusiker (Piano, Komposition).

## Leben und Wirken
Reßle, der in Erbenschwang aufwuchs und in Schongau das Gymnasium besuchte, erhielt während der Kindheit und in der Jugend eine klassische Klavierausbildung bei Katja Brandl. Nach dem Abitur begann er 2005 ein Studium der Mathematik an der Ludwig-Maximilians-Universität München, beschäftigte sich aber (unter Anleitung von Matthias Preißinger) zugleich intensiv mit Jazz. Von 2008 bis 2013 studierte er Jazzpiano an der Hochschule für Musik und Theater München bei Tizian Jost und Leonid Chizhik.
Reßle gründete eigene Formationen, etwa ein Duo mit der Sängerin Natalie Elwood, die auch privat seine Partnerin ist, und ein Duo mit Trompeter Andreas Unterreiner. Mit seinem Quintett Quinternion legte er 2015 das Album All the Way (auf Timezone) vor. Auch gehört er zur Monika Roscher Bigband, mit der er zwei Alben veröffentlichte. Weiterhin ist er auf Alben von Florian Brandl, von Sarah Mettenleiter, von Claus Reichstaller und von der Bayrisch Jazz Group zu hören. 2016 wurde er mit dem BMW Welt Young Artist Jazz Award ausgezeichnet.